# Coleophora amygdalina
Coleophora amygdalina é uma espécie de mariposa do gênero Coleophora pertencente à família Coleophoridae.